# Эльдорадо (Подпольная империя)
«Эльдорадо» (англ. «Eldorado») — финальный эпизод сериала канала HBO «Подпольная империя». Это восьмой эпизод пятого сезона и 56-й во всём сериале. Сценарий был написан создателем сериала Теренсом Уинтером и исполнительным продюсером Говардом Кордером, а режиссёром стал исполнительный продюсер Тим Ван Паттен. Премьера состоялась 26 октября 2014 года. Он изображает протагониста Наки Томпсона, пытающегося связать концы с концами, прежде чем выйти из бутлегерского бизнеса, когда его прошлое возвращается, чтобы преследовать его.

## Сюжет
Со своими потерянными владениями в Атлантик-Сити, Наки решает поплавать в океане. Между тем, в Нью-Йорке, из-за манипулирования Наки запасов Мэйфлауэр Грэйн, деловые партнёры Джозефа Кеннеди начинают выгрузку своих акций. Кеннеди подозревает причастность Наки и противостоит Маргарет, которая убеждает его продать без покрытия часть своих акций. Маргарет помогает Кеннеди и Наки сделать огромную прибыль от продажи. Впечатлённый Кеннеди предлагает сделать Маргарет своим партнёром по бизнесу. Маргарет встречается с Наки, чтобы сообщить ему о её успехе, и они разделяют медленный танец. Наки затем возвращается в Атлантик-Сити, намереваясь покинуть город навсегда. Он прощается с Илаем, даёт ему немного денег и призывает его вернуться к своей семье. Он затем встречается с Джиллиан в санатории, говоря ей, что всё, что он может сделать, это создать целевой фонд для неё, когда она освободится.
В Нью-Йорке, Лучано и Лански собирают наиболее влиятельных криминальных авторитетов в США и формируют Комиссию, единый орган, который опосредует отношения между всеми преступными организациями в стране. По приказам Лучано, Сигел убивает Нарцисса перед своей церковью. В Чикаго, Капоне подаётся в суд, когда властям удаётся получить его гроссбухи. Когда он публично хвастается, что обвинения в уклонении от уплаты налогов не прокатят, Капоне прощается со своим сыном, прежде чем отправиться в суд, где Д'Анджело ждёт его.
Во флэшбеке 1897 года, Наки, теперь заместитель шерифа Атлантик-Сити, узнаёт, что у его жены Мэйбел был выкидыш их ребёнка. Позже в этот день, Элай зовёт его, чтобы остановить их отца от избиения их матери. Наки лезет в драку с отцом и предупреждает его, что будут последствия, если он ещё раз приложит руку к ней. Его отец отвечает, что Наки никогда не сможет сбежать оттуда, откуда он родом. На городском параде, Коммодор говорит Наки сдать его значок, но предлагает ему повышение до шерифа, если он приведёт ему Джиллиан; подразумевается, что Коммодор намеревается изнасиловать её. Секунду поколебавшись, Наки приближается к Джиллиан, говоря ей, что Коммодор хочет помочь ей. Затем он обещает, что он всегда будет присматривать за ней.
Действие возвращается в 1931 год. В свою последнюю ночь в Атлантик-Сити, Наки получает звонок от полиции, которая арестовала Джо Харпера. Наки освобождает Харпера из тюрьмы и даёт ему немного денег, но Харпер гневно отказывается от помощи Наки. Наки снова натыкается на Харпера часами позже, и Харпер раскрывает, что он на самом деле Томми Дармоди — сын Джимми Дармоди и внук Джиллиан. Томми трижды стреляет в Наки, прежде чем его обезвреживают сотрудники полиции. В это же время, агенты налогового управления, которые следовали за Наки весь вечер, идентифицируют себя и арестовывают Томми. Когда Наки умирает, у него появляется видение самого себя маленьким мальчиком, плавающего в океане и ловящего монету.

## Реакция
Во время показа в США 26 октября 2014 года на канале HBO, эпизод посмотрели 2.33 миллиона зрителей.
Rotten Tomatoes дал финальному эпизоду рейтинг 92%, на основе 12 отзывов, с критическим консенсусом: "Несмотря на ограничения его финального эпизода, «Подпольная империя» завершает сагу Наки Томпсона в эффективном финале сериала, который предлагает как заключение, так и оставляет кое-что обдумать." Дженевив Валентайн из A.V. Club дал "Эльдорадо" оценку A-, назвав его достойным завершением сериала: "В его характеристике и диалоге, в его кадрах одинокого берега или прокуренного ночного клуба, в моментах сухого юмора или неожиданной нежности, «Подпольная империя» была часто увлекательным портретом той эпохи. Она пришла и ушла быстро, но самое главное, она рассказала чертовски хорошую историю." Мартин Чилтон из «The Daily Telegraph» дал эпизоду пять звёзд из пяти и написал, что "Стив Бушеми и Стивен Грэм были замечательными в "Эльдорадо", финале отличной криминальной драмы HBO, «Подпольная империя»."

## Награды
| Церемония                    | Категория                                                                        | Номинант(ы)                                 | Результат |
| ---------------------------- | -------------------------------------------------------------------------------- | ------------------------------------------- | --------- |
| 67-я церемония премии «Эмми» | Лучшая режиссура драматического сериала                                          | Тим Ван Паттен                              | Номинация |
| 67-я церемония премии «Эмми» | Лучшая работа художника-постановщика в историческом сериале (один час или более) | Билл Грум, Адам Шер, Кэрол Сильверман       | Победа    |
| 67-я церемония премии «Эмми» | Лучшие причёски в сериале                                                        | Франческа Пэрис, Лиза Де Джисус, Сара Стэмп | Номинация |